# Twister (1996)
Twister is een rampenfilm uit 1996, door Jan de Bont.

## Verhaal
Het verhaal begint wanneer een hevige tornado de vader van Jo uit zijn schuilkelder zuigt. Jo is sindsdien vastberaden alles te weten te komen over dit eigenaardig natuurverschijnsel. Ze wordt een gerespecteerd stormjager in de hoop ooit de tornado's te begrijpen wat ze doen en hoe ze ontstaan. In dit vak wordt ze bijgestaan door een team van enkele al even gekke mensen, die ver durven gaan voor de wetenschap. Eén daarvan is Bill, waarmee ze een huwelijk deelt. Maar Bill stopt na jaren van jagen, en een ruzie met Jo, definitief, en neemt een baan als weerman aan. Bill heeft ondertussen iemand anders gevonden om het leven mee te delen, maar is wettelijk nog altijd getrouwd met Jo. Hij gaat dan ook snel terug naar het team om de scheidingspapieren te laten tekenen. Maar aangekomen, lijkt het erop dat Jo het heel druk heeft en meteen achter een storm aan moet. Daar Jo nog één pagina niet getekend had, waren Bill en zijn toekomstige bruid genoodzaakt om Jo te volgen in haar jacht. 
Onderweg krijgt Bill er opnieuw zin in en wat later wordt het de vriendin van Bill allemaal wat te veel en breekt ze met hem. Zo staat er niets meer in de weg voor Bill om de jacht voort te zetten en kleine sensoren (onder de naam Dorothy) in een tornado te jagen. Via die sensoren zou het team alles kunnen vastleggen over zo'n twister en iedereen vijftien minuten voor de komst van een tornado kunnen waarschuwen in de plaats van drie minuten. Uiteindelijk slagen ze in hun opzet en vormen Bill en Jo een koppel.

## Rolverdeling
| Acteur                                     | Personage               |
| ------------------------------------------ | ----------------------- |
| Helen Hunt                                 | Jo                      |
| Bill Paxton                                | Bill                    |
| Jami Gertz                                 | Melissa                 |
| Cary Elwes                                 | Jonas                   |
| Lois Smith                                 | Tante Meg               |
| Philip Seymour Hoffman                     | 'Dusty'                 |
| Alan Ruck                                  | 'Rabbit'                |
| Sean Whalen                                | Sanders                 |
| Scott Thomson                              | 'Preacher'              |
| Todd Field                                 | Beltzer                 |
| Joey Slotnick                              | Joey                    |
| Wendle Josepher                            | Haynes                  |
| Jeremy Davies                              | Laurence                |
| Zach Grenier                               | Eddie                   |
| Gregory Sporleder                          | Willie                  |
| Nicholas Sadler                            | Kubrick                 |
| Ben Weber                                  | Stanley                 |
| Anthony Rapp                               | Tony                    |
| Eric LaRay Harvey                          | Eric                    |
| Abraham Benrubi                            | Bubba                   |
| Jake Busey                                 | Technicus               |
| Melanie Hoopes                             | Patty                   |
| J. Dean Lindsay                            | Dean                    |
| Dean Kelpine                               | Mecanicien              |
| Richard Lineback                           | Vader                   |
| Rusty Schwimmer                            | Moeder                  |
| Alexa Vega                                 | Jo (5 jaar)             |
| Taylor Gilbert                             | NSSL onderzoeker Bryce  |
| Bruce Wright                               | NSSL onderzoeker Murphy |
| Gary England, Jeff Lazalier, Rick Mitchell | TV meteorologen         |
| John Thomas Rhyne                          | Paramedicus             |
| Paul Douglas                               | Bodger                  |
| Samantha McDonald, Jennifer F. Hamilton    | Drive-indames           |
| Anneke de Bont                             | Boerderij meisje        |